# Minha Terra, Minha Mãe
Minha Terra, Minha Mãe foi a primeira telenovela Angolana  e estreou em 4 de fevereiro de 2009 na TPA. Foi escrita por Margareth Boury e dirigida por Reynaldo Boury.

## Enredo
Mafuta (Emília Luvualo) perdeu seu filho, Kuntuala (Borges Macula), que foi dado para adoção sem seu consentimento por seu ex-marido durante uma guerra civil em Angola. O rapaz acabou sendo adotado pelo casal de brasileiros Dagoberto (Edwin Luisi) e Dina (Cristina Prochaska) e criado sob o nome de Alexandre. Após 28 anos, Alexandre retorna para Angola para tentar encontrar pistas de seu passado e se apaixona por Teresinha (Érica Chissapa), moça adotada por Mafuta. O caminho de mãe e filho se cruzam sem que eles saibam da ligação. Enquanto isso a vida de Teresinha é infernizada pela ambiciosa Camila (Tânia Burity), que vê em Alexandre a oportunidade de dar um golpe em sua família adotiva rica.

## Elenco
| Ator               | Personagem                         |
| ------------------ | ---------------------------------- |
| Borges Macula      | Alexandre Leal / Kuntuala Nagaombi |
| Érica Chissapa     | Teresinha                          |
| Tânia Burity       | Camila                             |
| Emília Luvualo     | Mafuta Nagaombi                    |
| Edwin Luisi        | Dagoberto Leal                     |
| Cristina Prochaska | Dina Leal                          |
| Raul Rosário       | Edmundo                            |
| Felipe Cuenda      | Justino                            |
| Veneza de Merlin   | Lili Nagaombi                      |
| Marcos Breda       | Jorge                              |
| Yana Sardenberg    | Patrícia                           |
| Camilo Bevilacqua  | Vicente                            |
| Cirineu Bastos     | Tomás                              |
| Kitengo Kunga      | Kimbala                            |
| Ana Vieira         | Simone                             |
| Eduardo Canuto     | Trip                               |
| Larissa Machado    | Bia                                |
| Octávio Marques    | Josué                              |
| Creusa Nhanga      | Antônia Pemba                      |
| Gabriela Fércia    | Sandra                             |
| Caio Graco         | Raul                               |
| Paulo Leal         | Juca                               |
| Yure de Souza      | Pedro                              |
| Leonora Carvalho   | Dona Cega                          |
| Graciete Canga     | Kênia                              |
| Isalina Gonçalvez  | Carla                              |
| Júlia Lund         | Karina                             |
| Karla Tenório      | Elizabeth                          |
| Mel Nunes          | Fátima                             |
| Cabingano Manuel   | Samuel                             |
| Alberto Batista    | Loureiro                           |
| Orlando Sérgio     | Estevão Sampaio                    |
| Raquel da Lomba    | Suzana                             |
| Ana Karina         | Naiol                              |